# Dotclear
Dotclear est un moteur de blog libre distribué sous licence libre GNU AGPLv3. Il est populaire en France, mais son utilisation hors de ce pays est moins répandue.
Dotclear est un logiciel respectueux des standards du Web écrit en langage PHP[réf. nécessaire].

## Historique
Développé à l'origine par Olivier Meunier seul en 2003, Dotclear est ensuite animé par une petite équipe de bénévoles. En juin 2009, Olivier Meunier annonce son départ du projet laissant sa place à Xavier Plantefève. En février 2013 Xavier Plantefève confie les rênes à Franck Paul pour conduire les développements futurs.
Le développement de la version 2.0, qui a duré 1 040 jours, a été l'occasion d'une réécriture complète du moteur. Un nombre important de nouveautés a été apporté dont la gestion des métadonnées, une utilisation plus simple, des bases de données SQLite et PostgreSQL. Elle ne fonctionne qu'avec la version 5.0 (ou supérieure) de PHP.
Le 11 juillet 2009, Dotclear devient une association, elle devient l'éditeur du logiciel du même nom.
Le 3 juin 2010, Dotclear a annoncé la sortie en beta de la version 2.2 du moteur de blog.
La version 2.3 a vu le jour le 16 mai 2011. Cette mise à jour apporte une refonte visuelle de l'interface qui se voit rafraîchie, et de nouvelles options font leur apparition dans les préférences utilisateur. Un système de favoris permet d'ajouter un menu personnalisé comportant les modules que l'on souhaite, bien que cette fonctionnalité nécessite aux développeurs d’extensions de mettre à jour celles-ci.
Dotclear 2.3.1 a été rendu disponible le 14 juin 2011 et apporte quelques corrections de bogues, et comble une faille de sécurité.
Une version beta de Dotclear 2.4 a été proposée le 13 septembre 2011, suivie de la version finale deux mois plus tard. Voici les principales nouveautés de cette version 2.4 : 
- Ajout du thème Ductile, pensé pour être facilement adaptable et compatible avec les différentes résolutions d'écran, y compris les smartphones.
- Nouveau module pour la gestion de menus (SimpleMenu).
- Troisième zone pour les widgets.
- Lot de nouvelles icônes dessinées par Thomas Daveluy, permettant à Dotclear de retrouver son statut entièrement sous licence GPL.

Pour Noël, une mise à jour mineure est diffusée, numérotée 2.4.1.2 (symbolisant le jour de sa diffusion, le 24 décembre). Elle corrige une faille de sécurité.
Dotclear 2.5 est sorti le 16 mars 2013. Cette version n'apporte pas de gros changement par rapport à la version 2.4. On peut maintenant utiliser des webfonts dans Ductile et daInstaller est inclus de base, on note également quelques changements au niveau de l'intégration des thèmes et des plugins. Doctclear est maintenant pleinement compatible PHP 5.4, le reste des modifications étant essentiellement des corrections de bogues.
Dotclear 2.6 est sorti le 13 novembre 2013. Les nouveautés incluent une nouvelle charte graphique, des améliorations en matière d'ergonomie et d'accessibilité, plus d'autres améliorations du code du serveur et des plugins.
Dotclear 2.7 est sorti le 13 décembre 2014. Cette version intègre un nouvel éditeur, dcCKEditor et un début d'intégration du HTML5.
Dotclear 2.8 est sorti le 13 août 2015. Cette version fait évoluer le lien entre les modules (plugins et thèmes), met à jour l'éditeur CKEditor et la librairie jQuery.

## Fonctionnalités

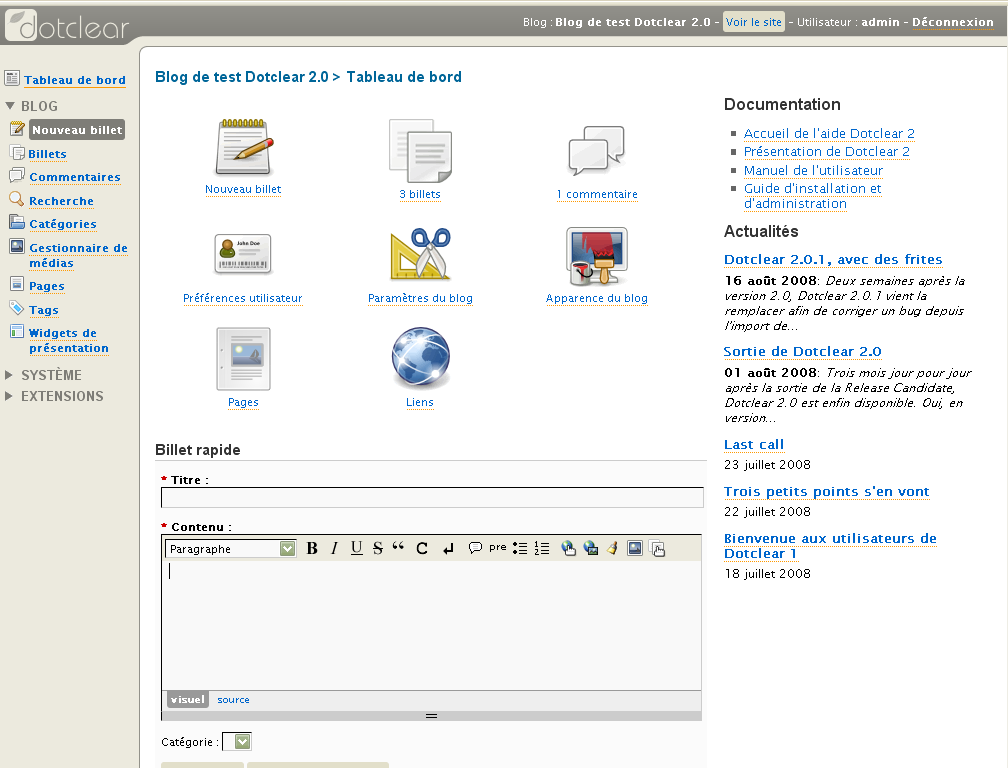
Interface d'administration de Dotclear 2.0

Il propose entre autres :
- une installation automatisée ;
- une interface multilingue ;
- une gestion multi-utilisateurs ;
- une gestion multi-blog[18] (portail de blogues) ;
- la possibilité d'éditer les thèmes dans l'interface d'administration ;
- la gestion d'UTF-8 ;
- un système de Plugin et thèmes graphiques (thèmes),
- l'import et l'installation directes des greffons et habillages (pas besoin de passer par un client FTP),
- une galerie multimédia (png, odt...),
- un système de modules ("widgets") insérables dans la barre latérale de menu...

## Utilisation
- France Télévisions a adopté Dotclear pour son service de blogs en avril 2005.
- Le PCF a adopté Dotclear pour ses blog de la gauche populaire Antilibérale en janvier 2007.
- Tristan Nitot utilise Dotclear sur son Standblog.
- Le registrar français Gandi utilise Dotclear 2 comme plateforme pour son service GandiBlog[19]. Ce service ferme en 2020[20].
- Le fournisseur d'accès à Internet Free a lancé, en décembre 2008, Des blogs Dotclear 2 chez Free.fr, sur le blog de Dotclear (le 11 décembre 2008), une plateforme de blogs basée sur Dotclear 2.
- L'académie de Versailles l'utilise elle aussi pour son service de blogs proposé aux écoles.